# John Guckenheimer

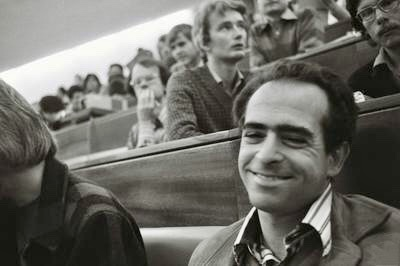
John Guckenheimer (1980)

John Guckenheimer (* 26. September 1945 in Baton Rouge, Louisiana) ist ein US-amerikanischer Mathematiker, der sich mit dynamischen Systemen beschäftigt.
Guckenheimer studierte an der Harvard University (Bachelor-Abschluss 1966) und an der University of California, Berkeley, wo er 1970 bei Stephen Smale promovierte. Als Post-Doktorand war er 1970 bis 1972 am Institute for Advanced Study. Danach war er an der Universität Warwick und 1973 bis 1985 an der University of California, Santa Cruz. Seither ist er Professor an der Cornell University, seit 2017 emeritiert.
Guckenheimer beschäftigte sich mit dynamischen Systemen (Bifurkationen, Systeme mit unterschiedlichen Zeitskalen), speziell in biologischen Modellen wie dem Nervensystem (auch im experimentellen Vergleich bei kleinen Krebsen). Er entwickelte auch neue Algorithmen zum Studium periodischer Bahnen und ihrer Bifurkationen in dynamischen Systemen und entwickelte ein (frei zugängliches) Softwaresystem Ds-Tool zum Studium dynamischer Systeme.
1984 war er Guggenheim Fellow. 1996 war er Präsident der SIAM. Im Jahre 2008 wurde er in die American Academy of Arts and Sciences gewählt. Für 2013 wurde ihm mit Philip Holmes der Leroy P. Steele Prize zugesprochen für ihr Buch über Dynamische Systeme. Er ist Fellow der American Mathematical Society.
Guckenheimer war zeitweise mit der Mathematikerin Jean Taylor verheiratet.

## Schriften
- mit Philip Holmes:  Nonlinear Oscillations, Dynamical Systems and Bifurcation of Vector Fields, Springer-Verlag, 1983
- Catastrophes and Partial Differential Equations, Annales Inst. Fourier, Band 23, 1973, S. 31–59
- Bifurcation and Catastrophe, in Mauricio Peixoto Dynamical Systems, Academic Press 1973, S. 99–110[1]